# Ora et labora
Изрази моли се и ради (или 'молити се и трудити се'; латински: ora et labora) и радити значи молити (laborare est orare)) односе се на монашку праксу рада и молитве, која је углавном повезана са њеном употребом у Правилу Светог Бенедикт.

## Историја
„Ora et labora“ (моли се и ради) је традиционални слоган бенедиктинаца. Бенедикт... „био познат по томе што је монасима пружио уравнотежен начин живота – посебно у погледу односа контемплативне молитве и активног рада, „Ora et labora“. Препознао је опасност пуштања једног да доминира, као и корист од тога да су обоје раме уз раме. страну“. Правило Светог Бенедикта прописује периоде рада за монахе за „Доколица је непријатељ душе“ (РБ 48,1). Бенедикт је на молитву и рад гледао као на партнерске активности и веровао је у комбиновање контемплације са деловањем.
Ова фраза изражава потребу за балансирањем молитве и рада у монашким срединама. Kоришћена је у многим верским заједницама од средњег века па до данас.